# Hold The Faith
 (avril 2023).
Si vous disposez d'ouvrages ou d'articles de référence ou si vous connaissez des sites web de qualité traitant du thème abordé ici, merci de compléter l'article en donnant les références utiles à sa vérifiabilité et en les liant à la section « Notes et références ».
Hold The Faith est le deuxième album du chanteur de reggae jamaïcain Warrior King, sorti en 2005.
Warrior King estime avoir évolué de plusieurs façons entre son premier album, Virtuous Woman, et Hold The Faith. Il se sent plus proche de la musique qu'il aime et qu'il fait, de son public (grâce à de multiples concerts) et de Dieu. Son deuxième album semble ainsi plus mûr que le premier.
L'un des thèmes dominant de l'album est l'éducation. Pour l'artiste, c'est en effet une facette importante de la musique et il y est très attaché[réf. nécessaire]. Par ailleurs, cet album reste dans une ambiance de foi rastafari.
Le producteur de Hold the Faith est Sheldon « Calibud » Stewart, le fils de Bobby Digital.

## Titres
1. Reverance (intro)
2. Hold The Faith
3. Everyday
4. Can't Get Me Down
5. Judgement Day
6. Meditation
7. Freedom
8. My Life
9. I wonder
10. Another Love Song
11. Baby Girl
12. They Don't Know
13. Education
14. Judah
15. King
16. Motherland Awaits